# George Eaton
George Ross Eaton (* 12. listopadu 1945 Toronto) je kanadský jezdec Formule 1, který v týmu BRM absolvoval v letech 1969-1971 jedenáct velkých cen.
George je nejmladším synem Signy a Johna Davida Eatona, majitele obchodních domů v Torontu. Mimo Formule 1 závodil také v závodech sportovních vozů, Can Am a Formule A. Jeho závodní kariéra trvala od roku 1968-1972. Ve formuli 1 debutoval koncem sezony 1969, ale v USA i v Mexiku odpadl. Na novém voze BRM P-153 absolvoval celou sezonu 1970, ale nejlépe dojel 11 v Zeltwegu a 12 ve Clermont-Ferrand. V září 1971 jel svoji poslední velkou cenu na domácí trati v Mosportu, dojel až patnáctý s vozem BRM P-160.